# Neokonservatismus in Japan
Der Neokonservatismus in Japan, auch bekannt als neo-defense school, ist ein Begriff, der von asiatischen Medien verwendet wird, um sich auf eine neue Generation kriegsbefürwortender japanischer Konservativer zu beziehen.
Diese neue Generation unterscheidet sich von älteren japanischen Konservativen dadurch, dass sie eine „aktivere“ Sichtweise auf die japanischen Selbstverteidigungsstreitkräfte einnehmen und dafür bekannt sind, das zu machen, was im Westen als political incorrect angesehen würde (Shintarō Ishihara ist dafür besonders bekannt). Die Bewegung ist populär, besonders bei der Bevölkerung mittleren Alters. Der Begriff wird in China, Nord- und Südkorea sowie in Japan verwendet.
Als Teil der Nachkriegsgeneration verstehen sie sich selbst als frei von Verantwortung oder Schuld für Japans Eroberungen und Kriegsgeschichte sowie japanische Kriegsverbrechen. Sie sehen China als ein Land, das historische Beschwerden hegt, um daraus politischen Gewinn zu schlagen, anstatt Japans Entschuldigungen anzunehmen. Die Neokonservativen bekunden starken patriotischen Stolz und betonen die internationale Rolle Japans. Sie sehen die nord- und südkoreanisch-japanischen Beziehungen nicht mehr als besonders speziell an, sondern wollen sie als normale Beziehung wieder aufbauen, in der die japanische Kriegsschuld kein Faktor mehr in den bilateralen Verhandlungen ist. Dementsprechend befürworten sie auch die Änderung der japanischen Verfassung, insbesondere des als veraltet geltenden Artikels 9, um Fortschritte bei der „Normalisierung“ des Status Japans zu erzielen (das heißt, es dem Land zu ermöglichen, sich wieder auf das Niveau der meisten anderen Länder aufzurüsten).
Die Neokonservativen meiden im Allgemeinen die traditionelle Parteidisziplin von Faktionen (派閥, habatsu) und bilden Allianzen mit Gesetzgebern, die mit der Landesverteidigung verbunden sind und gründen ihre eigenen Studienkomitees. Die 2001 gegründete überparteiliche Young Lawmaker's Group for Establishing Security in the New Century ist der Kern der neokonservativen Gruppe innerhalb des japanischen Parlamentes. Anzumerken ist, dass das Young im Titel relativ ist, da die Gruppenmitglieder 40 bis 60 Jahre alt sind und damit jünger als die Mehrheit der mächtigen Politiker, die in den 60er und 70er Jahren sind.

## Vertreter
Zu den wichtigsten Neokonservativen gehören:
- Shinzō Abe (1954–2022), ehemaliger Premierminister Japans (2006–2007 und 2012–2020)
- Tōru Hashimoto (* 1969), ein japanischer Politiker
- Takashi Kawamura (* 1948), ein japanischer Politiker und derzeitiger Bürgermeister von Nagoya
- Shigeru Ishiba (* 1957), ein japanischer Politiker und ehemaliger japanischer Verteidigungsminister
- Shintarō Ishihara (1932–2022), ein japanischer Schriftsteller und Politiker
- Seiji Maehara (* 1962), ein japanischer Politiker
- Shōichi Nakagawa (1953–2009), ein japanischer Politiker und ehemaliger japanischer Finanzminister
- Ichita Yamamoto (* 1958), ein japanischer Politiker und ehemaliger Okinawa-, Wissenschafts- und Raumfahrtminister

## Partner
Junichiro Koizumi (ehemaliger Premierminister) hegt eine sehr konservative Außenpolitik. Er erhält Unterstützung von den neokonservativen Abgeordneten, gilt aber selbst nicht als Neokonservativer.